# Try This
Try This — третий студийный альбом поп-певицы Pink, выпущенный 11 ноября 2003. На нём есть такие синглы, как «Trouble», «God Is a DJ» и «Last to Know». Также это первый альбом этой американской певицы, получивший пометку Ненормативная лексика. Try This  стал самым низкопродаваемым альбомом P!nk c продажами более 1,000,000 экземпляров в США и 6 миллионами копий в мировом масштабе. По данным RIAA альбом получил платиновый статус. Try This — это также последний альбом Pink для Arista Records — компании, с которой связан международный успех американской певицы.

## Работа над альбомом
Продюсером и соавтором большинства песен нового альбома стал певец и гитарист Тим Армстронг из панк-группы Rancid, с которым Pink познакомилась через общих друзей на съемках выступления группы Transplants. Они нашли общий язык: Pink и Тим написали девять песен в течение недели во время совместного турне Rancid и Foo Fighters. 8 из них появились на Try This, на котором также есть песни, написанные Линдой Перри — соавтора многих песен на Missundaztood (2001), втором альбоме Pink. В альбом также вошла песня «Oh My God» — совместная работа с электроклэш-исполнительницей Peaches и вошедший в саундтрек фильма Ангелы Чарли 2: Только вперед трек «Feel Good Time», спродюсированный и записанный при участии Уильяма Орбита.
Pink в интервью The Irish Times в 2006 году сказала, что была не рада тому, что звукозаписывающая компания хотела, чтобы она записала альбом после успеха M!ssundaztood: «Я взбунтовалась против лейбла на этот раз. Я им так и заявила: Вы хотите запись? Прекрасно, я напишу 10 песен за неделю для вашей грёбаной студии, а вы делайте с ними, все что хотите». Во время промоушена нового альбома, будучи на эмоциях, Pink заявила: «Это было ужасно. Я половину интервью проплакала. Я будто чувствовала, что они бросили четвертак в прорезь, чтобы посмотреть на танец обезьянки».

## Отзывы критиков
| Оценки критиков      | Оценки критиков |
| Источник             | Оценка          |
| -------------------- | --------------- |
| Yahoo! Music         | (положительный) |
| Entertainment Weekly | (4+)            |
| Allmusic             | [ 5 ]           |
| Q                    | [ 6 ]           |
| The Guardian         | [ 7 ]           |
| Роберт Кристгау      | [ 8 ]           |
| Slant                | [ 9 ]           |
| Village Voice        | (положительный) |
| Rolling Stone        | [ 11 ]          |

Альбом получил в основном позитивные отзывы от критиков с средним рейтингом 71 (означает в общем хорошие оценки). Однако есть некоторые негативные отзывы, в частности от New York: «Pink ставит клеймо серьёзности, что является чистой воды слащавостью Lifetime-TV». Газета The Guardian о новом альбоме отозвалась следующим образом: «На нём много попсы, и он звучит как жалкое подобие второго альбома Pink». Entertainment Weekly дал альбому позитивные оценки и добавил о новой работе Pink следующее: «Месиво, состоящее из отбросов, которое расширяет сферу Pink, крепко цепляясь за внутреннего вспыльчивого ребёнка».

## Появление в чарте
Try This дебютировал на девятой строчке в американском Billboard 200 с продажами 147,000 копий на первой неделе, что стало более слабым результатом по сравнению с Missundaztood. 2 мая 2004 альбом достиг топ-10 в альбомных чартах Великобритании, Канады и Австралии. В марте 2007 продажи в США достигли 719,000 экземпляров, согласно Nielsen SoundScan, и трёх миллионов копий по всему миру, что было озвучено в телепередаче E! True Hollywood Story, посвященной Pink.
«Trouble» — первый сингл с альбома, достиг второй строчки в Канаде и топ-10 в Великобритании и Австралии, и только 68 позиции в американском Billboard Hot 100. В 2003 «Catch Me While I’m Sleeping» был выпущен в качестве промосингла в США, a промозапись «Humble Neighborhoods» была доступна в Великобритании. Следующий сингл «God Is a DJ» провалился в чартах Биллборда, но достиг 11 строчки в Великобритании, и топ-20 в мировом данс-транс чарте (сводной информации по американским, британским, немецким, австралийским, японским и итальянским танцевальных чартах). Третий сингл «Last to Know» был выпущен только в Европе и достиг 21 позиции в Великобритании. Тестовые промо-cd «Catch Me While I’m Sleeping» были отправлены на американские радиостанции, сразу после «Last to Know».
В 2004 году Pink отправилась в Try This Tour по Европе, а DVD-хроники тура вышли в 2006 году. Композиция «Trouble» была использована в фильме Белые цыпочки 2004 года, эта же песня вошла в саундтрек Мисс Конгениальность 2: Прекрасна и опасна. Песня «God Is a DJ» была представлена в фильме Дрянные девчонки. 1 июня 2009 альбом Try This вернулся в австралийские чарты на 37 строчку, а к 15 июня достиг 18 позиции.

## Синглы
Официальные синглы
- «Feel Good Time»
- «Trouble»
- «God Is a DJ»
- «Last to Know»

Промосинглы
- «Humble Neighborhoods»
- «Catch Me While I’m Sleeping»

## Список композиций
1. «Trouble» (Тим Армстронг, Pink) — 3:13
2. «God Is a DJ» (Манн, Джонатан Дэвис, Pink) — 3:46
3. «Last to Know» (Армстронг, Pink) — 4:03
4. «Tonight’s the Night» (Армстронг, Pink) — 3:56
5. «Oh My God» (при участии Peaches) (Армстронг, Меррилл Нискер, Pink) — 3:44
6. «Catch Me While I’m Sleeping» (Линда Перри, Pink) — 5:03
7. «Waiting for Love» (Пол Ill, Брайан МакЛеод, Перри, Pink, Эрик Шермерхорн) — 5:28
8. «Save My Life» (Армстронг, Pink) — 3:16
9. «Try Too Hard» (Перри, Pink) — 3:14
10. «Humble Neighborhoods» (Армстронг, Pink) — 3:52
11. «Walk Away» (Армстронг, Pink) — 3:39
12. «Unwind» (Армстронг, Pink) — 3:14
13. «Feel Good Time» (Уильям Орбит, Beck) — 3:58
14. «Love Song» (Дэймон Эллиот, Pink) — 2:29
15. «Hooker» (Дэймон Эллиот, Pink) (Скрытый трек) — 3:04
16. «Free» (Японский бонус-трек) — 3:17
17. «Delirium» (Скрытый трек) — 4:01

### Ограниченный выпуск бонусного DVD
1. P!nk’s P!x Фотосессии для «Try This».
2. Слова с альбома Распечатаны на альбомном буклете
3. The Many Faces of P!nk Интервью с P!nk о записи альбома.
4. Feel Good Time Lifestyle Взгляда за кулисы на жизнь P!nk.
5. Клип «Trouble» — 3:32

## Участники записи
- Pink — Вокал
- Тим Армстронг — гитара, акустические басы, клавишные, бэк-вокал, петля, звуковые эффекты, инженер, продюсер
- Джонатан Дэвис — гитара, акустическая гитара, басы, программирование барабанов, продюсер, клавишные, инженер, аранжировщик
- Линда Перри — гитара, ситар, меллотрон, продюсер
- Дэймон Эллиот — ударные, клавишные, программирование, продюсер
- Джон Филдс — басы, гитара, ударные, пианино, клавишные, барабаны, педаль вау-эффекта, программирование, инженер, продюсер
- Робби Кэмпос — акустическая гитара, продюсер, клавишные, аранжировщик
- Дэйв Карлок — орган, клавишные, басы, программирование барабанов, бэк-вокал
- Мэтт Мэхэффи — синтезатор, глокеншпиль, проигрыватель, омникорд, клавишные, барабаны
- Аттикус Росс — синтезатор, ударные, петля, инженер
- Вик Руггьеро — пианино, хаммонд-орган
- Дэвид Пэйч — орган, хаммонд-орган
- Грекко Буратто — гитара
- Эрик Шермерхорн — гитара
- Стив Стивенс — гитара
- Мэтт Фриман — басы
- Джэнис Танака — басы
- Ник Лэйн — тромбон
- Ли Торнбург — труба
- Грег «Фрости» Смит — баритонный саксофон
- Чарли Бишерат — скрипка
- Трэвис Баркер — барабаны
- Дориан Крозир — барабаны
- Джошуа Сет Эгин — ударные, барабан
- Брайан Килинг — барабан
- Бретт Рид — ударные, барабан
- Гэлэдрил Мэстерсон — бэк-вокал
- Хопи Рок — бэк-вокал
- Лон Прайс — духовая аранжировка
- Роджер Дэвис — исполнительный продюсер
- Грег Логан — исполнительный продюсер
- Крисс Лорд-Альдж — микширование
- Дэйв Пенсадо — микширование
- Брайан Гарднер — мастеринг
- Дэвид Гуерреро — инженер
- Дилан Дресдоу — инженер
- Пэдрэйк Крин — инженер
- Стивен Миллер- инженер, микширование
- Тони Купер — ассистент инженера
- Джон «Силас» Крэнфилд — ассистент инженера
- Пэт Даммер — ассистент инженера
- Джэй Гойн — ассистент инженера
- Фемьо Эрнандес — ассистент инженера
- Крис Теста — ассистент инженера
- Итан Виллоби — ассистент инженера
- Джошуа Сарубин — A&R
- Джери Хейден — арт-директор, дизайн
- Глен Накасако — арт-директор, дизайн
- Эндрю МакФерсон — фотограф

## Чарты
| Чарт (2003)                | Наивысшая позиция |
| -------------------------- | ----------------- |
| Швейцария                  | 1                 |
| Австралия                  | 2                 |
| Германия                   | 2                 |
| Великобритания             | 3                 |
| Австралия                  | 8                 |
| Канада                     | 8                 |
| Ирландия                   | 8                 |
| Нидерланды                 | 8                 |
| Швеция                     | 8                 |
| Американский Billboard 200 | 9                 |
| Бельгия (Flanders Charts)  | 9                 |
| Франция                    | 12                |
| Дания                      | 16                |
| Новая Зеландия             | 24                |
| Бельгия (Wallonia Charts)  | 26                |
| Финляндия                  | 39                |

| Чарт            | Сертификация | Продажи   |
| --------------- | ------------ | --------- |
| Австралия       | 2x Платина   | 140,000+  |
| Австрия         | Золото       | 15,000    |
| Канада          | Платина      | 100,000   |
| Германия        | Платина      | 200,000   |
| Франция         | Золото       | 130,000   |
| Норвегия        | Золото       | 20,000    |
| Россия          | Золото       | 10,000    |
| Швейцария       | Платина      | 40,000    |
| Великобритания  | Платина      | 500,000+  |
| США             | Платина      | 700,000+  |
| Мировые продажи | Платина      | 3,000,000 |